# Палата депутатів Берліну
Палата депутатів Берліну (нім. Abgeordnetenhaus von Berlin) — законодавчий орган (ландтаг) землі й столиці Німеччини — Берліна, згідно зі статутом міста. 1993 року парламент переїхав із Шонеберзької ратуші до його нинішньої резиденції на Нідерхайршнерштрассе, яка до 1934 року була резиденцією прусського ландтагу.

## Історія
Abgeordnetenhaus (Палата депутатів) утворена новою Конституцією Західного Берліна 1950 року.
Abgeordnetenhaus замінив старий парламент міста під назвою Berliner Stadtverordnetenversammlung (Берлінська міська рада), створений прусськими реформами 1808 року й відновлений союзниками після закінчення Другої світової війни. Цей парламент був обраний на виборах 1946 року й 1948 року та існував як у Західному Берліні, так і в Східному Берліні. Коли була встановлена Палата депутатів, «Берлінська міська рада» була розпущена на Західній частині міста.

## Функції
Найбільш важливою функцією Палати депутатів є затвердження законів, у тому числі й міського бюджету. Він також обирає керівного бургомістра Берліна й контролює виконавчий орган — Сенат Берліна.

## Вибори
Берлінський парламент обирається кожні п'ять років спільним, вільним, таємним і прямим голосуванням за системою пропорційного представництва. Він складається з не менш ніж 130 представників, 78 обираються безпосередньо у виборчих округах міста, а 52 — за партійними списками.

## Нинішній склад
Нинішній розподіл місць на виборах 2021 року:
- Соціал-демократична партія Німеччини — 36 місць;
- Християнсько-демократичний союз — 30 місць;
- Союз 90/Зелені — 32 місць;
- Ліві — 24 місць;
- Альтернатива для Німеччини — 13 місця;
- Вільна демократична партія — 12 місць;
- Безпартійні — 1 місце.